# Петровка (Курманаєвський район)
Петро́вка (рос. Петровка) — село у складі Курманаєвського району Оренбурзької області, Росія.

## Населення
Населення — 153 особи (2010; 164 у 2002).
Національний склад (станом на 2002 рік):
- росіяни — 78 %